# يوجين جيل
يوجين جيل (بالإنجليزية: Eugene Gill)‏ هو مدرب كرة سلة أمريكي، ولد في 8 أغسطس 1898 في أوريغون في الولايات المتحدة، وتوفي في 11 أكتوبر 1981 في مقاطعة دوغلاس في الولايات المتحدة.